# Рудник Туверікі
Рудник Туверікі – колишній гірничодобувний майданчик у Меланезії, в державі Фіджі.
Родовище Туверікі розташоване на заході острова Віті-Леву та містить залізну руду з вмістом цільового компоненту 55 – 56 %. Розробка родовища розпочалася у 1957 році, і в підсумку було видобуто 58 тисяч тонн руди, яку відправили до Японії.
Відомо, що рудник Туверікі експлуатувала компанія Beta Ltd, яка також розробляла на заході Віті-Леву родовище марганцю Набу. 
У різних джерелах зазначають різні дати завершення розробки: за одними даними, роботи на руднику припинили у 1963 році, тоді як інші джерела вказують 1971 рік (того ж року завершилася розробка компанією Beta Ltd родовища Набу).
У 2020-х роках на Фіджі знову намагаються організувати видобуток залізорудних матеріалів, проте цього разу йдеться про підводні родовища (наприклад, копальня Ба-Рівер).